# Aradus montanus
Aradus montanus är en insektsart som beskrevs av Ernst Evald Bergroth 1913. Aradus montanus ingår i släktet Aradus och familjen barkskinnbaggar. Inga underarter finns listade i Catalogue of Life.